# Sveta Nedjelja (Hvar)
Sveta Nedjelja (po mjesnom čakavskom narječju i Sveta Nedija; Plaža) naselje je na otoku Hvaru. Nalazi se na južnoj strani otoka, a administrativno pripada gradu Hvaru.

## Zanimljivosti
Oko 3 km ispred obale mjesta su hridi Lukavci (2 niska otočića), sa svjetionikom.
Smješteno je pod najvišim otočnim vrhom - sv. Nikolom, ispod špilje naseljene već u neolitiku, unutar koje se u renesansno doba smjestio mali augustinski samostan (ugašen 1787.), od kojega je ostala samo crkvica. Zahvaljujući upravo savršenom zemljopisnom položaju i klimatskim uvjetima, na kosim i osunčanim obroncima otoka Hvara izvrsno uspijeva vinova loza. U Svetoj Nediji se prave najbolje vrste hvarskih crnih vina, kao što se u Zavali proizvode najbolja bijela.
Zaštitnica Svete Nedjelje je Gospa od Centure (Gospa od presvetog pasca) koju mještani štuju i koja čuva selo sveg zla, spomendan Gospi je uvijek Nedjelja iza svetog Augustina (28. kolovoz) čiji se kip također nalazi u mjesnoj crkvi. Na svetog Augustina se održava procesija oko sela i na sv. misu dođu svi svećenici s otoka Hvara. Na Gospu od centure se također odvija procesija oko sela, te uvečer bude fešta na mjesnom trgu. Župna crkva posvećena je Svetom Spiridiunu čiji se spomendan slavi (14. studenog).
Pod selom je dojmljiva plaža, a u okolici se nalaze brojne šljunčane plaže i skrovite uvale. U neposrednoj blizini Svete Nedilje postoje brojni uređeni smjerovi za slobodno penjanje koje pohode brojni zaljubljenici ovog športa iz cijelog svijeta.
U mjestu postoji nekoliko restorana i trgovina.

## Povijest
Sveta Nedjelja je bila metom napada u velikosrpskoj agresiji. Gađala ju je JRM, nakon izgubljene bitke u Splitskom kanalu.

## Stanovništvo
Mjesto je imalo svoje uspone i padove te je najviše stanovnika bilo na početku 20. stoljeća. Broj stanovnika se za vrijeme ljeta poveća za 200% zbog vikendaša i turista.
| broj stanovnika | 180   |       | 221   | 267   | 284   | 221   | 221   | 232   | 245   | 242   | 226   | 178   | 146   | 141   | 148   | 131   | 135   |
|                 | 1857. | 1869. | 1880. | 1890. | 1900. | 1910. | 1921. | 1931. | 1948. | 1953. | 1961. | 1971. | 1981. | 1991. | 2001. | 2011. | 2021. |

Prema popisu stanovnika iz 2011., Sveta Nedjelja ima 136 stanovnika.
Od najčešćih prezimena (Plenković, Milatić...), neka su podrijetlom iz Svirča na sjevernoj strani otoka Hvara.

## Prometna povezanost
U davna vremena, u sv. Nedilju se sa sjeverne strane otoka moglo doći samo poljskim putem, preko sv. Nikole. Naknadno je napravljen tunel Zavala-Pitve, koji je do nedavno bio jedina veza s ostatkom Hvara. No, nedavno je probijena i makadamska (za sada) cesta koja spaja sv. Nedilju i uvalu Dubovicu, tj. južni ulaz u tunel koji spaja gradove Hvar i Stari Grad, zbog čega sv. Nedjelja polako izlazi iz prometne izolacije.

## Šport
- NK Južnjak, dvostruki prvak Hvarske nogometne lige, mnogostruki doprvak
- Zlatan Otok, boćarski klub
- "Šuplja stina", slobodno penjanje

## Gospodarstvo
Mještani Svete Nedjelje se bave vinogradarstvom, maslinarstvom, ribarstvom, žanju lavandu i ružmarin te u lambiku proizvode eterična ulja, mještani se također mnogo bave turizmom od čega dobiju najveće prihode. Turizma čak ima i tijekom zimskog vremena jer se Sveta Nedjelja nalazi podno najvećeg vrha sv. Nikole pa turisti dolaze planinariti te se također u Svetoj Nedjelji nalazi i slobodno penjanje "Šuplja stina". Jedan od najpoznatijih hrvatskih, ali i svjetskih vinara Zlatan Plenković, napravio je lučicu za brodove do 30 metara u kojoj se nalazi kafić, restaurant, dječje igralište, bazen za djecu te plaža i prostor za kupanje.

## Poznate osobe
- Tin Kolumbić, hrvatski književnik
- Zlatan Plenković, hrvatski vinar
- Zlatan Plenković (dominikanac), svećenik, književnik,[6][7]
- Ivan Paršić, svetonediljski iseljenik koji je darovao crkvi oltar, sufinancirao groblje te sagradio kapleu Gospi od Zdravlja[8]
- Juraj Paršić, istaknuti katolički svećenik, politički uznik
- Rando Paršić, istaknuti katolički svećenik, pisac, teolog, prevoditelj, politički uznik
- Ivo Šćepanović, hrvatski novinar
- Neda Makjanić-Kunić, modna kreatorica
- prof. dr.sc. Berislav Makjanić, meteorolog, predstojnik Geofizičkog zavoda PMF Sveučilišta u Zagrebu

## Spomenici i znamenitosti
- Augustinski samostan
- Antički brodolom pred uvalom Pišćenom, između Sv. Nedilje i Dubovice
- Antički brodolom pred uvalom Lučišće, u moru jugozapadno od Sv. Nedilje